# Communauté urbaine Creusot Montceau
La communauté urbaine Creusot Montceau ou CUCM, structure intercommunale française, située dans le département de Saône-et-Loire en région Bourgogne-Franche-Comté.
La communauté urbaine Creusot Montceau a été créée en 1970 et rassemble aujourd'hui trente-quatre communes autour de ses deux villes centres, Le Creusot et Montceau-les-Mines. Cette particularité en fait un cas unique au sein des 14 communautés urbaines de France.
Premier pôle industriel entre Paris et Lyon et 2e site universitaire de Bourgogne avec 1600 étudiants, la Communauté urbaine Creusot Montceau accueille aujourd'hui plus de 2 500 entreprises et recense près de 30 000 emplois sur son territoire.[réf. nécessaire]

## Historique
La communauté urbaine Creusot Montceau (CUCM) s'est constituée le 13 janvier 1970 (décret pris en Conseil d'Etat), à une époque où aucun seuil de population n'était requis (depuis la loi MAPAM de 2014, un seuil de 250 000 habitants est nécessaire pour la création d'une communauté urbaine). C'est alors la 6e communauté urbaine créée en France, après celles de Lyon, de Lille, de Bordeaux et de Strasbourg, toutes les quatre créées en 1966 (devenues depuis des métropoles), puis celle de Dunkerque, créée en 1968 (cette dernière étant la première communauté urbaine crée de façon volontaire, et non par la loi).
Le 10 avril 1968, à l'appel du préfet de Saône-et-Loire, une réunion de vingt-sept maires avait été organisée en vue de créer une communauté, le Syndicat intercommunal à vocations multiples (SIBM) du bassin minier de Montceau-les-Mines étant chargé de l'animation, des recherches et de la sensibilisation. L'année suivante, une consultation des conseils municipaux concernés avait été mise sur pied, et quatorze conseils sur dix-sept avaient donné leur accord. La CUCM fut finalement créée par seize communes fondatrices : Le Creusot, Montceau-les-Mines, Les Bizots, Blanzy, Le Breuil, Ciry-le-Noble, Écuisses, Montcenis, Montchanin, Perrecy-les-Forges, Pouilloux, Saint-Berain-sous-Sanvignes, Saint-Eusèbe, Saint-Vallier, Sanvignes-les-Mines et Torcy.
Après sept ans de gestion par la droite, la majorité communautaire de la CUCM bascula à gauche, et dans la zone nord par la même occasion, en 1977.
L'un des plus grands chantiers de la CUCM fut la reconversion de l'ancien site industriel séculaire de Creusot-Loire en 1984, avec notamment l'acquisition de 40 hectares de friches industrielles de la plaine des Riaux au Creusot. S'il a été envisagé de réhabiliter l'ensemble des anciens ateliers, la contrainte économique a eu pour conséquence que seuls cinq bâtiments furent conservés, tout le reste du site ayant été démoli en 1984. Une partie de l'espace laissé vacant par la démolition des ateliers a été utilisé pour l'implantation d'un centre universitaire et d'un site de production de la SNECMA.
Après 24 ans de présidence du Creusot à la CUCM, la gestion de la communauté urbaine est passée à une ville de la zone sud après les élections municipales et communautaires de 2001, qui ont vu Didier Mathus, alors maire de Montceau-les-Mines, porté à la présidence de la CUCM. La communauté urbaine Creusot Montceau devint alors "La Communauté Creusot Montceau", aussi abrégé en CCM.
Le 1er janvier 2008, Saint-Sernin-du-Bois et Génelard rejoignent la CCM, portant à 95 500 le nombre de ses habitants, suivies deux ans après, le 1er janvier 2010, de Saint-Laurent-d'Andenay qui rejoint à son tour la CCM. C'est également à cette période que la communauté urbaine, alors constituée de 19 communes, fête ses 40 ans d'existence.
En janvier 2011, la Communauté Creusot Montceau redevient la Communauté urbaine Creusot Montceau, abrégé en CUCM, et parfois en CMCU en raison de la construction du logo.
Le 1er janvier 2014, les communes de Charmoy, Gourdon, Marigny, Marmagne, Saint-Firmin, Saint-Julien-sur-Dheune, Saint-Pierre-de-Varennes et Saint-Symphorien-de-Marmagne rejoignent la CUCM, portant à 27 le nombre de communes membres. En cette année d'élections municipales et communautaires, la présidence de la CUCM passe de nouveau dans la zone nord, au Creusot.
Le 1er janvier 2017, avec la mise en place du nouveau schéma départemental de coopération intercommunale, la communauté urbaine est étendue aux communes d'Essertenne, Morey, et Perreuil issues de la dissolution de la communauté de communes Des Monts et des Vignes, ainsi qu'aux communes de Mary, Mont-Saint-Vincent, Saint-Micaud et Saint-Romain-sous-Gourdon issues de la dissolution de la communauté de communes Entre la Grosne et le Mont-Saint-Vincent. 34 communes membres composent désormais la CUCM.
Une fusion avec le Pays de Gueugnon avait précédemment été envisagée, et votée par les deux conseils communautaires, mais la préfecture de Saône-et-Loire a émis son droit de véto. Le Pays de Gueugnon fusionne finalement avec la communauté de communes entre Somme et Loire, l'intercommunalité de Bourbon-Lancy.

## Identité

Logo de la communauté de 2002 à 2012.
Logo de 2012 à 2021.
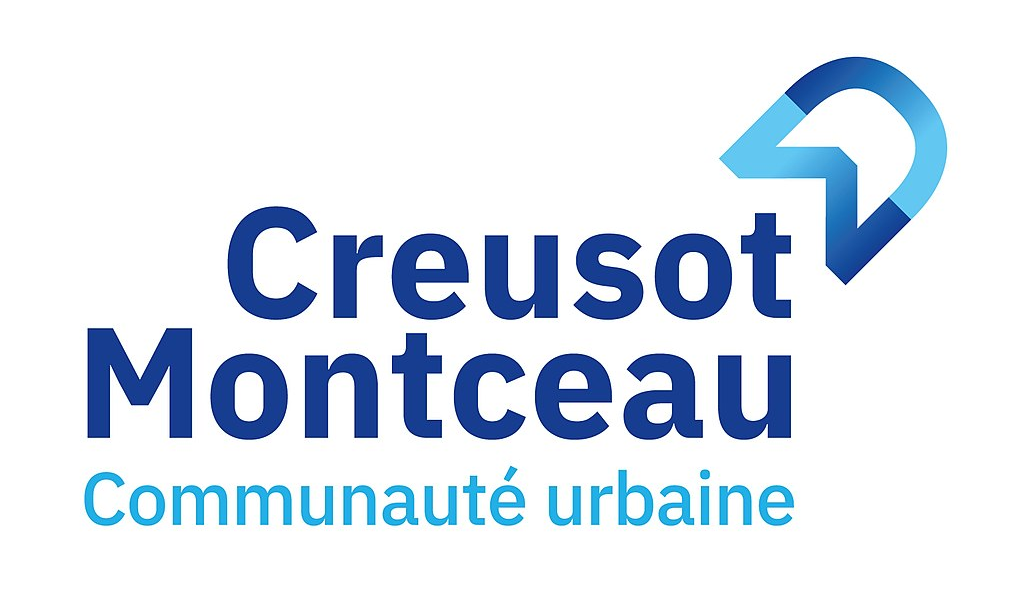
Logo depuis 2021.

## Territoire communautaire

Évolution du territoire de la CUCM depuis 1970.
16 communes d'origine
1er agrandissement (2008)
2e agrandissement (2010)
3e agrandissement (2014)

### Géographie
Située en Bourgogne-Franche-Comté, dans le noyau dur de la Bourgogne historique, entre Morvan, Charolais et côte Chalonnaise, la Communauté urbaine Creusot Montceau compte les unités urbaines du Creusot, de Montceau-les-Mines et de Montchanin, mais également la majeure partie des zones d'emploi de ces trois villes.
Bien que le siège de la CUCM soit officiellement dans la ville du Creusot, la communauté urbaine est généralement divisée en deux "zones" d'influence, la zone dite "du nord", centrée sur Le Creusot, et la zone dite "du sud", centrée quant à elle sur Montceau-les-Mines.
La CUCM est traversée par le canal du Centre, que longe l'Euroroute 6, d'abord sur les communes de l'est, puis dans la zone sud, et passe notamment à Montceau-les-Mines.

### Composition
La communauté urbaine est composée des 34 communes suivantes :

| Nom                          | Code Insee | Gentilé         | Superficie (km2) | Population (dernière pop. légale) | Densité (hab./km2) |
| ---------------------------- | ---------- | --------------- | ---------------- | --------------------------------- | ------------------ |
| Le Creusot (siège)           | 71153      | Creusotins      | 18,11            | 20 536 (2022)                     | 1 134              |
| Les Bizots                   | 71038      | Bizotins        | 21,69            | 473 (2022)                        | 22                 |
| Blanzy                       | 71040      | Blanzynois      | 39,95            | 5 983 (2022)                      | 150                |
| Le Breuil                    | 71059      | Brogéliens      | 28,8             | 3 508 (2022)                      | 122                |
| Charmoy                      | 71103      | Carmédusiens    | 39,54            | 284 (2022)                        | 7,2                |
| Ciry-le-Noble                | 71132      | Cirysiens       | 33,07            | 2 213 (2022)                      | 67                 |
| Écuisses                     | 71187      | Écuissois       | 13,38            | 1 624 (2022)                      | 121                |
| Essertenne                   | 71191      | Essertennois    | 12,82            | 482 (2022)                        | 38                 |
| Génelard                     | 71212      | Génelardais     | 22,13            | 1 407 (2022)                      | 64                 |
| Gourdon                      | 71222      | Gourdonnais     | 25,41            | 891 (2022)                        | 35                 |
| Marigny                      | 71278      |                 | 22,3             | 164 (2022)                        | 7,4                |
| Marmagne                     | 71282      | Marmignauds     | 32,26            | 1 276 (2022)                      | 40                 |
| Mary                         | 71286      |                 | 14,55            | 282 (2022)                        | 19                 |
| Mont-Saint-Vincent           | 71320      |                 | 13,6             | 310 (2022)                        | 23                 |
| Montceau-les-Mines           | 71306      | Montcelliens    | 16,62            | 16 946 (2022)                     | 1 020              |
| Montcenis                    | 71309      | Monticinois     | 12,33            | 1 864 (2022)                      | 151                |
| Montchanin                   | 71310      | Montchaninois   | 7,82             | 4 982 (2022)                      | 637                |
| Morey                        | 71321      |                 | 13,32            | 191 (2022)                        | 14                 |
| Perrecy-les-Forges           | 71346      | Perrecycois     | 33,82            | 1 546 (2022)                      | 46                 |
| Perreuil                     | 71347      | Perreuillois    | 9,16             | 565 (2022)                        | 62                 |
| Pouilloux                    | 71356      | Polliaciens     | 18,4             | 955 (2022)                        | 52                 |
| Saint-Berain-sous-Sanvignes  | 71390      |                 | 45,07            | 1 106 (2022)                      | 25                 |
| Saint-Eusèbe                 | 71412      | Saint-Eusébiens | 21,21            | 1 175 (2022)                      | 55                 |
| Saint-Firmin                 | 71413      |                 | 15,77            | 785 (2022)                        | 50                 |
| Saint-Julien-sur-Dheune      | 71435      |                 | 5,32             | 230 (2022)                        | 43                 |
| Saint-Laurent-d'Andenay      | 71436      |                 | 11,49            | 966 (2022)                        | 84                 |
| Saint-Micaud                 | 71465      |                 | 20,91            | 274 (2022)                        | 13                 |
| Saint-Pierre-de-Varennes     | 71468      | Varennois       | 23,08            | 837 (2022)                        | 36                 |
| Saint-Romain-sous-Gourdon    | 71477      |                 | 18,78            | 480 (2022)                        | 26                 |
| Saint-Sernin-du-Bois         | 71479      | Saint-Serninois | 14,67            | 1 729 (2022)                      | 118                |
| Saint-Symphorien-de-Marmagne | 71482      |                 | 37,31            | 832 (2022)                        | 22                 |
| Saint-Vallier                | 71486      | Valloiriens     | 24,21            | 8 508 (2022)                      | 351                |
| Sanvignes-les-Mines          | 71499      | Sanvignards     | 35,48            | 4 265 (2022)                      | 120                |
| Torcy                        | 71540      | Torcéens        | 19,62            | 2 805 (2022)                      | 143                |

### Démographie
La Communauté urbaine Creusot Montceau est un territoire qui subit de plein fouet le vieillissement de la population et l'exode des plus jeunes. Aussi, sa population ne cesse de baisser depuis le début de la crise industrielle des années 1970. Le Creusot est la ville la plus emblématique de cette hémorragie, puisque c'est, après Autun, la ville de Saône-et-Loire ayant plus de 10 000 habitants connaissant la plus grande baisse de population.
| 1968    | 1975    | 1982    | 1990    | 1999    | 2009   | 2014   | 2020   |
| ------- | ------- | ------- | ------- | ------- | ------ | ------ | ------ |
| 116 628 | 119 597 | 120 079 | 112 539 | 104 030 | 98 265 | 96 088 | 91 612 |

### Transports
Grâce à sa position géographique, la communauté urbaine se trouve au centre d'un réseau dense d'infrastructures routières et ferroviaires (A6, Route Centre-Europe Atlantique, TER Dijon Nevers, TGV...).
La gare du Creusot TGV, constituant un arrêt intermédiaire de la LGV Sud-Est, et qui fut inaugurée le 22 septembre 1981, a joué un rôle majeur dans le développement de la CUCM : le TGV la rapproche des grands centres urbains (1 h 20 min de Paris et 40 min de Lyon). Cela a permis à la CUCM de se désenclaver et de développer l'emploi pour les non-résidents du territoire de la communauté urbaine; avec des centaines de commuteurs au quotidien.

### Économie
Le territoire de la Communauté urbaine regroupe environ 34 000 emplois en 2016. L'importance économique de la CUCM vient de son histoire industrielle :  en 1975, les 3/4 de ses emplois industriels étaient concentrés dans les mines, la métallurgie et le textile. Or, ces trois secteurs ont soit disparu soit perdu une grande partie de leur importance, depuis 1975, l’industrie a perdu 14 500 emplois, soit une baisse de 68 %. Au cours des 40 dernières années l’emploi tertiaire s’est fortement développé avec 11 000 emplois tertiaires supplémentaires. L’industrie reste cependant un secteur important dans la CUCM avec 21 % de l’emploi et des filières compétitives sur le marché mondial. Les pertes d’emploi ont pour conséquence un fort taux de chômage, toutefois en recul depuis 2015. Près de 40 % des habitants n’ont aucun diplôme et 30 % sont des retraités. L'agriculture reste présente, notamment avec l'élevage traditionnel du bœuf charolais en plein air; faisant du territoire une zone agricole à faible recours aux pesticides.
Si la communauté  entretient des liens limités avec l’extérieur elle conserve un rôle central pour les territoires en déclin démographique de l’ouest de la Saône-et-Loire que sont Digoin, Gueugnon, Autun.

## Administration

### Siège
Le siège de la communauté urbaine est installé dans le château de la Verrerie, situé sur la commune du Creusot.

### Élus
La communauté urbaine est gérée par un conseil communautaire composé de 71 délégués (arrêté préfectoral du 24 octobre 2019) issus de chacune des communes membres et élus pour une durée de six ans. Un bureau, composé d'un président, quinze vice-présidents et six conseillers délégués, assume également une fonction de décision.
Les délégués sont répartis comme suit :
| Nombre de délégués | Communes                        |
| ------------------ | ------------------------------- |
| 14                 | Le Creusot                      |
| 12                 | Montceau-les-Mines              |
| 5                  | Saint-Vallier                   |
| 4                  | Blanzy                          |
| 3                  | Montchanin, Sanvignes-les-Mines |
| 2                  | Le Breuil, Torcy                |
| 1 (+ 1 suppléant)  | les 26 autres communes          |

### Présidence
- Président : David Marti, également maire du Creusot.

#### Vice-présidences
Mandat 2020-2026
- 1er vice-président : Daniel Meunier : chargé des transports et déplacements, également conseiller municipal de Saint-Vallier
- 2e vice-présidente : Evelyne Couillerot : chargée à l'aménagement de l'espace public, également première adjointe au maire du Creusot
- 3e vice-président : Jean-François Jaunet : chargé du développement durable et de la politique des déchets, également maire de Génelard.
- 4e vice-présidente : Isabelle Louis : chargée à la contractualisation, également conseillère municipale de Montceau-Les-Mines
- 5e vice-président : Jean-Marc Frizot : chargé au cycle de l'eau, également conseiller municipal de Blanzy.
- 6e vice-présidente : Montserrat Reyes : chargée à l'habitat et à la rénovation urbaine, également septième adjointe au maire du Creusot
- 7e  vice-président : Yohann Cassier : chargé à la voirie, également maire de Montchanin.
- 8e vice-présidente : Monique Loddo : chargée aux bâtiments et à la logistique, également conseillère municipal de Saint-Vallier.
- 9e vice-président : Jérémy Pinto : chargé de l'enseignement supérieur, à la recherche et à l'innovation, également quatrième adjoint au maire du Creusot.
- 10e vice-présidente : Frédérique Lemoine : chargée à l'urbanisme prévisionnel et au foncier, également troisième adjointe au maire de Blanzy.
- 11e vice-président : Guy Souvigny : chargé au Tourisme, également cinquième adjoint au maire de Montceau-Les-Mines.
- 12e vice-président : Alain Ballot : chargé au commerce, également maire de Saint-Eusèbe.
- 13e vice-président : Cyril Gomet : chargé du Patrimoine, également conseiller municipal du Creusot.
- 14e vice-président : Philippe Pigeau : chargé aux infrastructures numériques et systèmes d'information, également maire de Torcy.

#### Les Conseillers-Délégués
- 1er conseiller délégué : Jean-Claude Lagrange : Chargé au développement économique, également maire de Sanvignes-Les-Mines.
- 2e conseillère déléguée : Pascale Fallourd : Chargée à l'aménagement des pistes cyclables, également maire de Saint-Sernin-Du-Bois.
- 3e conseiller délégué : Bernard Fredon : Chargé au plan climat air énergie territorial, également quatrième adjoint au maire du Breuil.
- 4e conseillère déléguée : Bedhra Megherbi : Chargée à l'insertion et à l'économie sociale et solidaire, également conseillère municipal du Creusot.
- 5e conseiller délégué : Roger Burtin : Chargé à la coopération au sein du bloc communal, également maire de Mary.
- 6e conseiller délégué : Gérard Gronfier : Chargé à la propreté, également premier adjoint au maire de Montceau-Les-Mines.
- 7e conseiller délégué : Bernard Durand : Chargé à la politique de la ville et au contrat local de santé, également conseiller municipal du Creusot.
- 8e conseiller délégué : Jean-Paul Baudin : Chargé au développement du Canal du Centre, également premier adjoint au maire de Perrecy-Les-Forges.
- 9e conseiller délégué : Jean-Paul Luard : Chargé à la commande publique, également maire des Bizots.

#### Les Conseillers
- Séverine Girard-Leleu : Septième adjointe au maire de Blanzy.
- Christian Grand : Conseiller municipal de Blanzy.
- Stéphanie Michelot-Luquet : Conseillère municipal du Breuil.
- Gilbert Coulon : Maire de Charmoy.
- Denis Christophe : Conseiller municipal de Ciry-Le-Noble.
- Sébastien Gane : dixième adjoint au maire du Creusot.
- Charles Landre : Conseiller municipal du Creusot.
- Laëtitia Martinez : Conseillère municipal du Creusot.
- Marie Morand : Conseillère municipal du Creusot.
- Jeanne-Danièle Picard : Neuvième adjointe au maire du Creusot.
- Philippe Priet : Sixième adjoint au maire du Creusot.
- Barbara Sarandao : Cinquième adjointe au maire du Creusot.
- Daniel Daumas : Premier adjoint au maire d'Ecuisses.
- Marc Mailliot : Maire d'Essertenne.
- Marc Repy : Maire de Gourdon.
- Paulette Matray : Maire de Marigny.
- Didier Laubérat : Maire de Marmagne.
- Eric Commeau : Conseiller municipal de Montceau-Les-Mines.
- Lionel Duparay : Troisième adjoint au maire de Montceau-Les-Mines.
- Marie-Thérèse Frizot : Sixième adjointe au maire de Montceau-Les-Mines.
- Amélie Ghulam Nabi : Conseillère municipal de Montceau-Les-Mines.
- Marie-Claude Jarrot : Maire de Montceau-Les-Mines.
- Christiane Mathos : Conseillère municipal de Montceau-Les-Mines.
- Christelle Roux-Amrane : Seconde adjointe au maire de Montceau-Les-Mines.
- Laurent Selvez : Conseiller municipal de Montceau-Les-Mines.
- Michel Tramoy : Septième adjoint au maire de Montceau-Les-Mines.
- Thierry Buisson : Maire de Montcenis.
- Chantal Lebeau : Seconde adjointe au maire de Montchanin.
- Frédéric Marascia : Conseiller municipal de Montchanin.
- Jean Girardon : Maire du Mont-saint-Vincent.
- Abdoulkader Atteye : Maire de Morey.
- Enio Salce : Maire de Perreuil.
- Michel Chardeau : Maire de Pouilloux.
- Noël Valette : Maire de Saint-Bérain-sous-Sanvignes.
- Georges Lacour : Maire de Saint-Firmin.
- Guy Mikolajski : Maire de Saint-Julien-sur-Dheune.
- Félix Moreno : Maire de Saint-Laurent-d'Andenay.
- Sébastien Ciron : Maire de Saint-Micaud.
- Gérard Durand : Maire de Saint-Pierre-de-Varennes.
- Michel Chavot : Maire de Saint-Romain-sous-Gourdon.
- Jean Pisseloup : Maire de Saint-Symphorien-de-Marmagne.
- Denis Beaudot : Conseiller municipal de Saint-Vallier.
- Christophe Dumont : Premier adjoint au maire de Saint-Vallier.
- Alexandra Meunier : Conseillère municipal de Saint-Vallier.
- Armando de Abreu : Conseiller municipal de Sanvignes-Les-Mines.
- Viviane Perrin : Première adjointe au maire de Sanvignes-Les-Mines.
- Gilda Sarandao : Troisième adjointe au maire de Torcy.

| Période | Période                    | Identité             | Étiquette | Qualité |
| ------- | -------------------------- | -------------------- | --------- | --- |
| 1970    | 1977                       | André Jarrot         | UDR       | Maire de Montceau-les-Mines (de 1965 à 1987), Député, sénateur, Ministre                                            |
| 1977    | 1989                       | Camille Dufour       | PS        | Maire du Creusot (de 1977 à 1995)                                                                                   |
| 1989    | 2001                       | André Billardon      | PS        | Conseiller municipal du Creusot (de 1989 à 1995), puis Maire du Creusot (de 1995 à 2016), ancien Député et Ministre |
| 2001    | 2008                       | Didier Mathus        | PS        | Député, maire de Montceau-les-Mines (de 1995 à 2014)                                                                |
| 2008    | 2014                       | Jean-Claude Lagrange | PS        | Maire de Sanvignes-les-Mines (depuis 1995)                                                                          |
| 2014    | En cours (au 30 mai 2023)) | David Marti          | PS        | Premier adjoint au maire du Creusot (de 2014 à 2016), puis maire du Creusot (depuis 2016)                           |

### Compétences
La communauté urbaine exerce de nombreuses compétences en lien avec les services à la population comme la gestion de l'eau, des déchets, des transports ou encore de la voirie et intervient également sur les grands projets de territoire tels que le développement économique, l'aménagement urbain ou l'enseignement supérieur. Elle est propriétaire et gestionnaire de l'Écomusée du Creusot-Montceau et de ses différents sites.

### Régime fiscal et budget
Le régime fiscal de la communauté de communes est la fiscalité professionnelle unique (FPU).